# Decan (educație)
Decanul este membrul corpului profesoral universitar însărcinat cu conducerea unei facultăți.
Termenul provine din latină decanus, care înseamnă conducătorul a zece oameni. Această formă de organizare s-a perpetuat în timpul evului mediu în mănăstiri.
Prodecanul este locțiitorul decanului.